# غرانت ر. أوسبورن
غرانت ر. أوسبورن (بالإنجليزية: Grant R. Osborne)‏ هو عالم عقيدة أمريكي، ولد في 7 يوليو 1942 في كوينز في الولايات المتحدة، وتوفي في 4 نوفمبر 2018 في Libertyville, Illinois ‏ في الولايات المتحدة.